# Jim Abbott
James Anthony Abbott (sinh ngày 19 tháng 9 năm 1967) là một cựu tay ném bóng chày chuyên nghiệp người Mỹ. Ông chơi ở Major League Baseball cho các CLB California Angels, New York Yankees, Chicago White Sox và Milwaukee Brewers từ năm 1989 đến năm 1999. Ông đã có một sự nghiệp thi đấu thành công tại MLB mặc dù chỉ có một bàn tay do dị tật bẩm sinh.
Sinh ra và lớn lên ở khu vực East Village tại Flint, Michigan và tốt nghiệp trường trung học Flint Central, Abbott được CLB Toronto Blue Jays tuyển chọn sau khi tốt nghiệp trung học ở vòng 36 của kì tuyển chọn cầu thủ nghiệp dư MLB năm 1985 nhưng không đồng ý gia nhập mà quyết định đi học đại học. Khi còn học tại Đại học Michigan, ông đã giành giải thưởng James E. Sullivan dành cho vận động viên không chuyên xuất sắc nhất toàn quốc vào năm 1987 và giành huy chương vàng tại Thế vận hội Mùa hè năm 1988, kì Thế vận hội mà bóng chày là môn thể thao trình diễn . Ông được tuyển chọn ở vòng đầu tiên của kì tuyển chọn cầu thủ MLB năm 1988 và lên chơi cho đội một vào năm sau.
Trong giai đoạn thi đấu cho New York Yankees, ông đã ném được một trận no hit, no run trước Cleveland Indians vào năm 1993.  Ông đã nghỉ hưu với thành tích sự nghiệp là 87 trận thắng - 108 trận thua, cùng với tỉ lệ mất điểm 4,25. Abbott cũng là một diễn giả truyền cảm hứng .  